# 바실리 클류체프스키

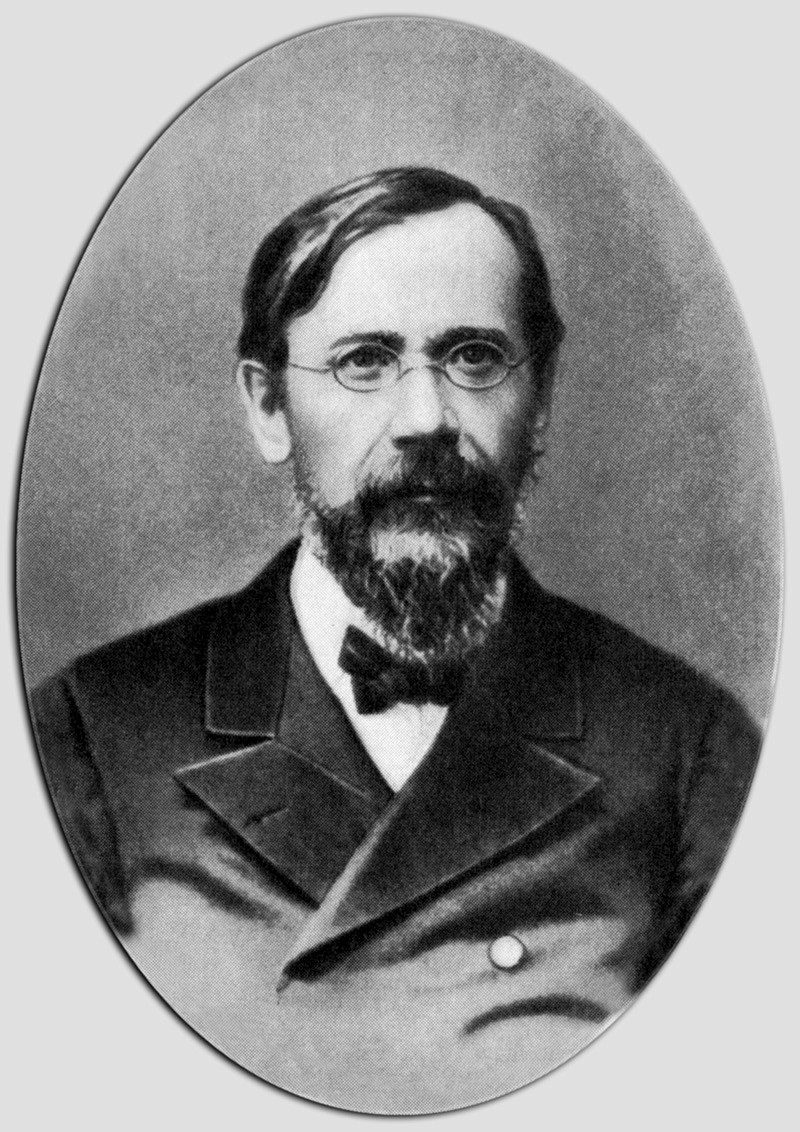

바실리 오시포비치 클류체프스키(러시아어: Василий Осипович Ключевский, 1841년 1월 28일 ~ 1911년 5월 25일)는 러시아 제국 후기의 주도적인 역사가이다. 또, 그의 글에서 러시아 경제를 논하기도 했다.
마을 사제의 아들로서 클류체프스키는 모스크바 대학교에서 세르게이 솔로프요프 밑에서 공부했으며 그의 자리를 1879년 물려받았다. 그의 최초의 중요한 출판물은 솔로베츠키 수도원의 경제활동 기사(1867)와 중세 러시아 성인전 논문(1871)이었다.
클류체프스키는 정치사회문제를 지리경제적 힘으로 주의를 이동시킨 러시아 최초의 역사가들 가운데 한 명이었다. 특히 러시아의 평화로운 시베리아 및 극동의 식민지화 과정에 관심을 두었다.
1889년, 러시아 과학 아카데미의 일원으로 선정되었다.

## 추가 문헌
- Cracraft, James. "Kliuchevskii on Peter the Great." Canadian-American Slavic Studies 20.4 (1986): 367-381.
- Mazour, Anatole G. "V.O. Kliuchevsky: The Making of a Historian", Russian Review, Vol. 31, No. 4. (Oct., 1972), pp. 345–359.
- Mazour, Anatole G. "V.O. Kliuchevsky: The Scholar and Teacher", Russian Review, Vol. 32, No. 1. (Jan., 1973), pp. 15–27.
- Vasily Klyuchevsky. "The course of the Russian history", ISBN 5-244-00072-1, В.О. Ключевский. Курс русской истории. Оглавление (in Russian)
- Vlasov V.A., Vishnyovskiy K.D., "Encyclopedia of Penza", ISBN 5-85270-234-X. (2001), pp. 240–241. (in Russian)